# Carl Lotus Becker
Carl Lotus Becker (Waterloo, 7 settembre 1873 – Ithaca, 10 aprile 1945) è stato uno storico statunitense.

## Biografia
Si iscrisse alla Università del Wisconsin-Madison nel 1893 come studente, e mentre era lì, a poco a poco si interessò allo studio della storia. Studiò con Frederick Jackson Turner, che divenne il suo doctoral advisor; ottenne il suo Ph.D nel 1907. Fu inoltre John Wendell Anderson Professor of History nel dipartimento di storia della Cornell University tra il 1917 e il 1941.
Divenne membro dell'American Academy of Arts and Sciences nel 1923.. La Cornell University ha riconosciuto il suo lavoro di educatore nominando uno dei suoi cinque nuovi college residenziali come Carl Becker House.

## Scritti
Becker è meglio conosciuto come autore del libro The Heavenly City of the Eighteenth-Century Philosophers (1932), costituito da quattro lezioni sull'Illuminismo tenute alla Yale University. La sua affermazione secondo cui le filosofie, durante il "secolo dei lumi" si basavano molto più sui principi cristiani di quanto non si volesse ammettere, è stata un'ipotesi molto influente, ma anche molto attaccata, in particolare da Peter Gay. L'interesse per il libro si spiega in parte con questo passaggio (p. 47):
Johnson Kent Wright ha scritto di lui:
("The Pre-Postmodernism of Carl Becker", p. 162, in Postmodernism and the Enlightenment (2001), Daniel Gordon editor.)

## Posizioni politiche
Intervistato per l'opuscolo Writers Take Sides: Letters about the War in Spain from 418 American Authors Becker supportò la Seconda Repubblica spagnola. Egli inoltre dichiarò la sua opposizione a qualsiasi forma di dittatura.

## Libri pubblicati
- Political Parties in the Province of New York from 1766-75 (1908)
- The Beginnings of the American People (1915)
- The Eve of the Revolution (1918)
- The United States: An Experiment in Democracy (1920)
- The Declaration of Independence—A Study in the History of Political Ideas (1922, 1942)
- Our Great Experiment in Democracy (1924)
- The Spirit of '76 (with G.M. Clark and W.E. Dodd) (1926)
- Modern History (1931)
- The Heavenly City of the Eighteenth-Century Philosophers (1932)
- Everyman His Own Historian Archiviato il 28 settembre 2013 in Internet Archive. (1935)
- Progress and Power (1936)
- Story of Civilization (with Frederic Duncalf) (1938)
- Modern Democracy (1941)
- New Liberties for Old (1941)
- Cornell University: Founders and the Founding (1943)
- How New Will the Better World Be?—A Discussion of Post-War Reconstruction (1944)
- Freedom and Responsibility in the American Way of Life (1945)
- Freedom of Speech and Press
- "What are Historical Facts"

## Aforismi
- "La storia è la memoria delle cose dette e fatte."
- "Il significato dell'uomo è che egli è insignificante e ne è consapevole."
- "Il carattere, gli oggetti e metodi di un Mussolini, di un Hitler, e di uno Stalin rappresentano tutto ciò di cui ho il più profondo disprezzo".[3]
- "Libertà e responsabilità." Questa frase, da una lezione del 1943, è stata frequentemente citata erroneamente.[4] Quando la Cornell University rese onore alla memoria di Becker dando il suo nome ad un college residenziale, l'università commissionò un grande cartello in pietra da apporre alla lettura ingresso dell'edificio, in cui vi era scritto "FREEDOM WITH RESPONSIBILITY".[4]